# Severino di Colonia
Severino di Colonia (... – 404) fu il terzo vescovo noto di Colonia.

## Agiografia
La Vita Sancti Severini fu scritta solo alla fine del IX secolo o nel X secolo e contiene notizie che si riferiscono anche a un altro san Severino, vescovo Severino di Bordeaux.
Si dice che nel 376 abbia fondato un monastero in Colonia Agrippina in onore dei santi martiri Cornelio e Cipriano, da cui più tardi si sarebbe sviluppata la basilica di San Severino.
Nell'anno 397, secondo Gregorio di Tours, nell'ora della morte del vescovo Martino di Tours, del quale era amico, egli avrebbe sentito cantare il coro celeste degli angeli.
Severino fu un avversario di spicco contro l'arianesimo.

## Culto
Le sue ossa sono oggi conservate in una teca d'oro nel coro della chiesa di San Severino a Colonia. La sua riapertura nel 1999 ha confermato il documentato trasferimento delle ossa fatto dal vescovo Wigfried di Colonia (924–953), poiché è stato possibile datare la parte interiore di legno con le più recenti tecniche dendrocronologiche all'anno 948. È stato scoperto anche un tessuto antico, probabilmente bizantino, con il quale la scatola di legno era rivestita.
Festa del santo è il 23 ottobre; dal Martirologio romano: «A Colonia in Germania, commemorazione di san Severo, vescovo, degno di lode in ogni virtù».

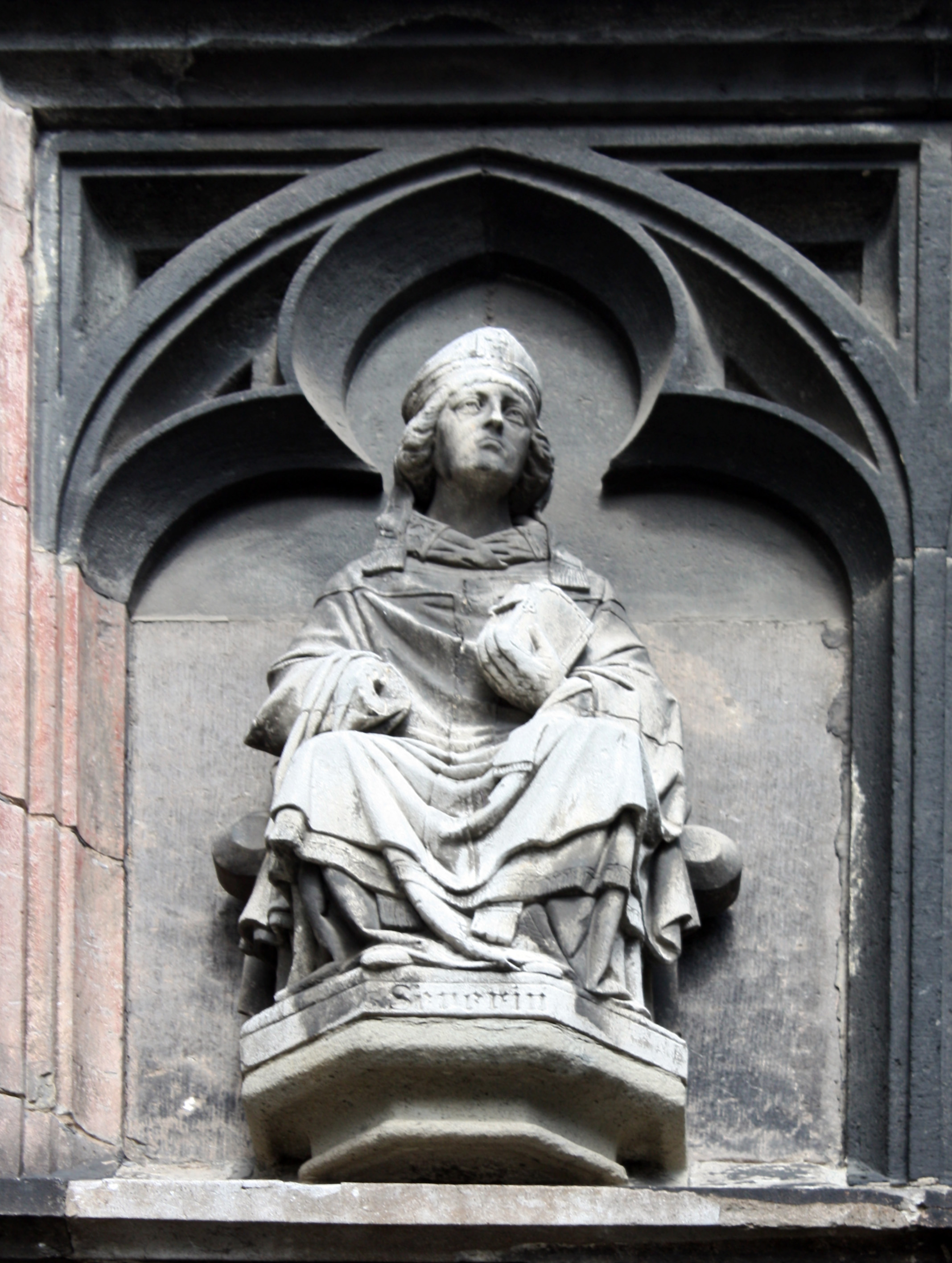
Busto di San Severino nel Duomo di Colonia
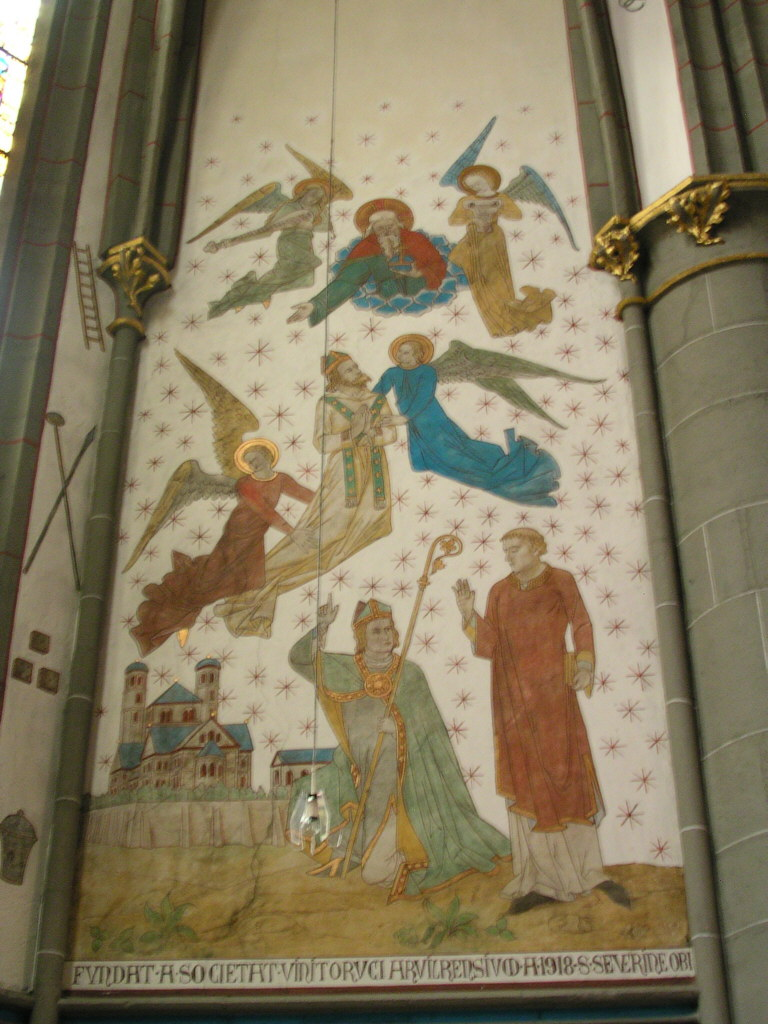
Morte di san Martino, affresco moderno nella parrocchia di San Lorenzo ad Ahrweiler
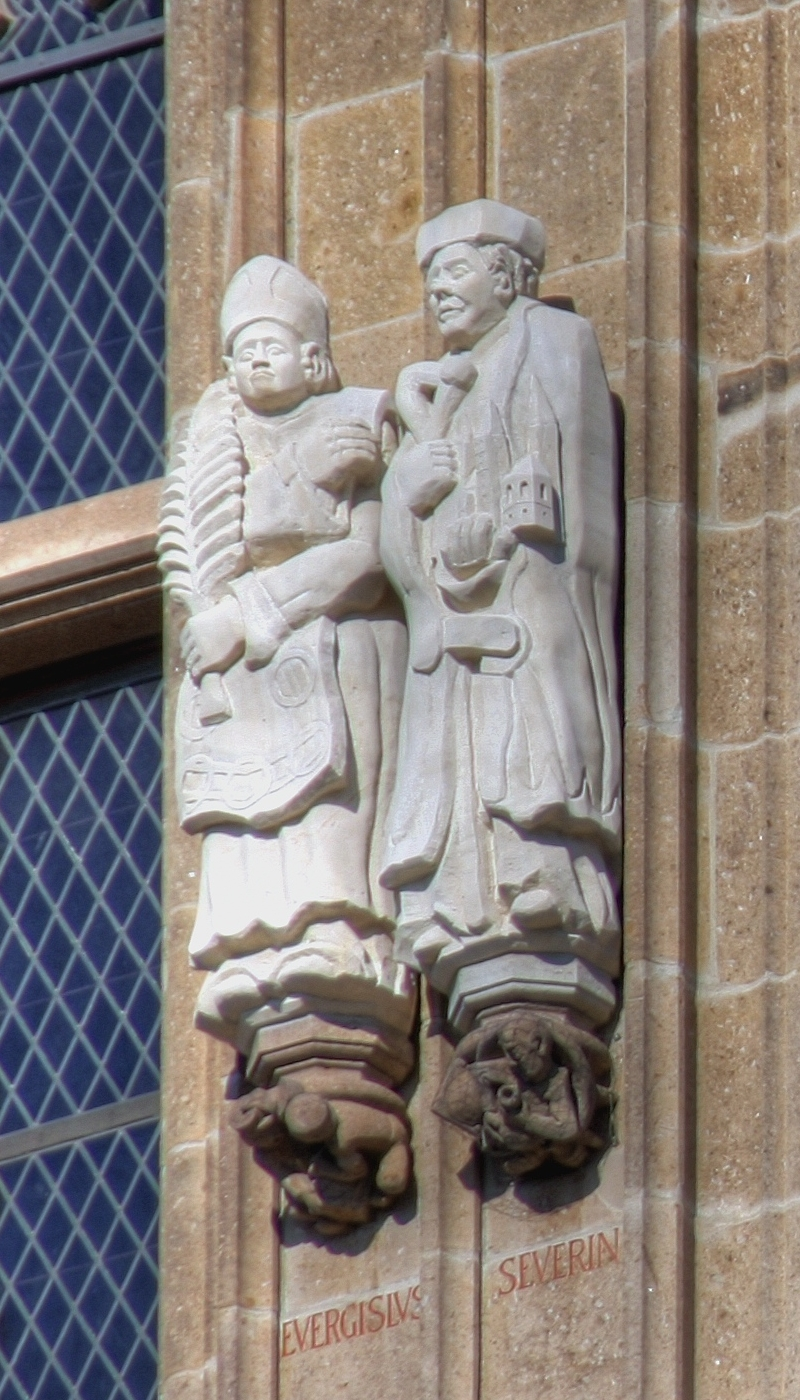
I santi Evergislo e Severino sulla facciata del Municipio di Colonia
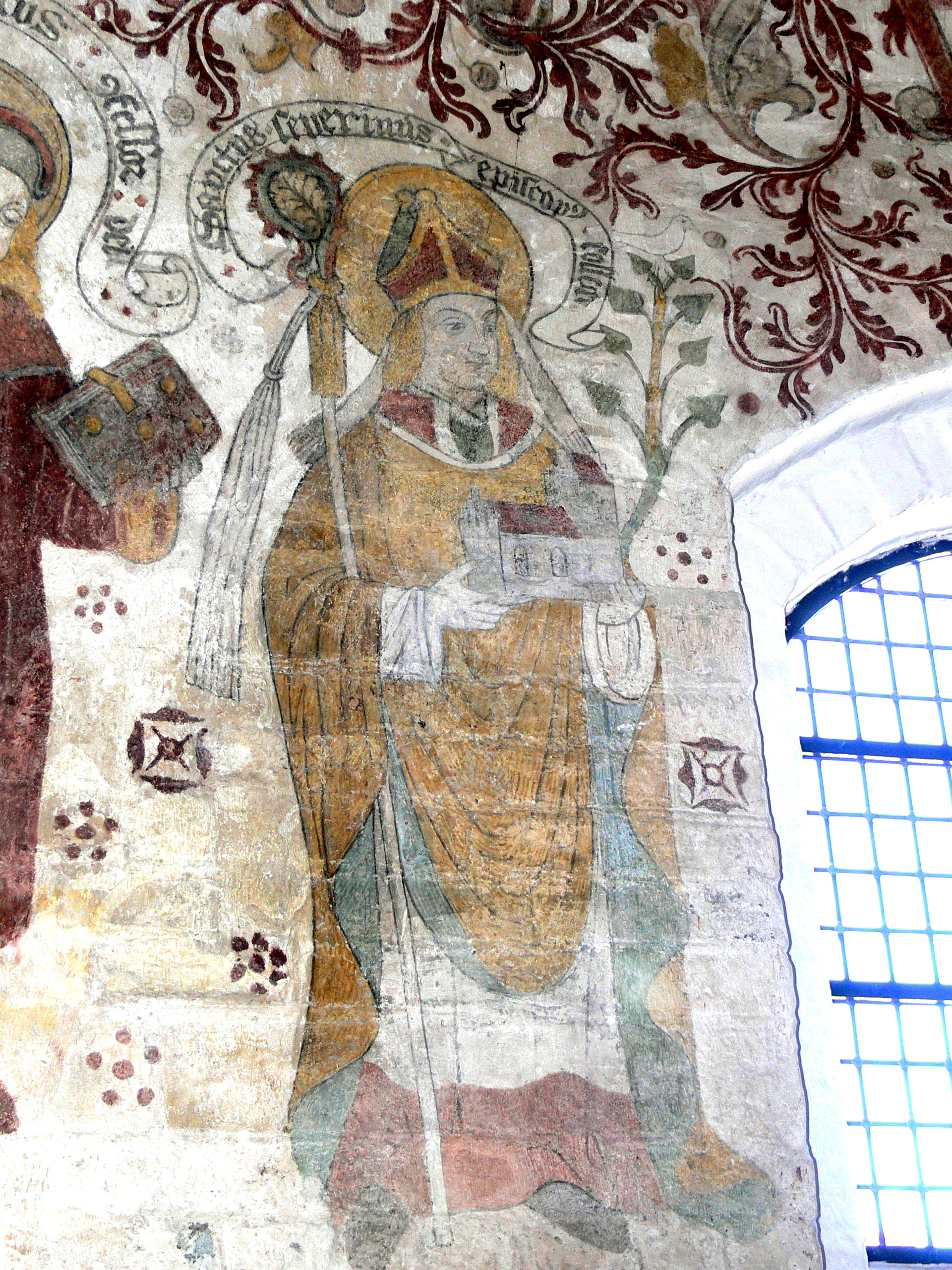
San Severino, affresco nella chiesa parrocchiale di Stubbekøbing